# 臧纡青
臧纡青，中国江苏新沂窑湾人，鸦片战争前后名噪一时。1836年春，进京参加会试，参加了黄爵滋等人发起的陶然亭集会，力主禁烟。鸦片战争后，他随同奕经到浙江参加抗英斗争，并在一些战役中有效打击了英军。咸丰三年(1853年)太平军席卷江淮，臧纡青团练乡勇，自成一队，随同周天嚼镇压捻军，官擢通判。咸丰四年(1854年)年底，又配合曾国藩湘军，围攻桐城太平军，阵亡。